# Sir Lumberjack
Sir Lumberjack è un film muto del 1926 diretto da Harry Garson e sceneggiato da Victor Gibson. Prodotto dalla Robertson-Cole Pictures Corporation, aveva come interpreti Lefty Flynn, Kathleen Myers, Tom Kennedy, Will Walling, Luke Cosgrave.

## Trama
Bill Barlow junior, giovane, ricco e spensierato, viene disapprovato da suo padre che lo considera uno sconsiderato poco responsabile. Lui, per sfatare questa reputazione che si è fatto, vuole provare di essere capace di cavarsela come chiunque altro e vuole dimostrarlo andando a lavorare in un campo di boscaioli appartenente al padre. Ma dei vagabondi gli rubano abiti e documenti. Quando arriva al campo, dove nessuno lo conosce, nessuno crede alla sua identità. Suo padre, quando viene interpellato, risponde che suo figlio non ha mai lavorato un giorno in vita sua. Bill, dopo aver salvato Bess Calhoun, viene a sapere di un complotto per ottenere il controllo del legname di Calhoun attraverso un mutuo. Bill provoca l'inimicizia di Mack, il bullo del campo, che lo costringe a un accordo. Ma lui riesce a batterlo pagando il mutuo, vendendo la proprietà a suo padre e ottenendo la mano di Bess.

## Produzione
Il film fu prodotto dalla Robertson-Cole Pictures Corporation.

## Distribuzione
Il copyright del film, richiesto dalla R-C Pictures Corp., fu registrato il 25 febbraio 1926 con il numero LP22533.

Distribuito dalla Film Booking Offices of America, il film uscì nelle sale statunitensi l'11 aprile 1926. In Brasile, prese il titolo O Trabalho Nobilita.
Non si conoscono copie ancora esistenti della pellicola che viene considerata presumibilmente perduta.